# Gagarin (famiglia)

Stemma.

La famiglia Gagarin (russo: Гагарины) è una casa principesca russa, della regione di Brjansk.

## Storia
Discendenti dai governatori del principato di Starodub, il cui fondatore era Ivan Gromov, il più giovane figlio del granduca Vsevolod III di Vladimir, ricevette da suo padre la città Starodub sulla Kljaz'ma.
Nonostante la loro illustre ascendenza, i principi Gagarin molto probabilmente non svolsero un ruolo significativo nel regno degli zar prima della fine del XVII secolo. Nel 1700, vennero premiati dallo zar con la concessione di titoli, beni e favori.

## Membri
- Roman Ivanovič Gagarin (?-1631)
- Matvei Petrovič Gagarin (1659-16 marzo 1721)
- Sergej Vasil'evič Gagarin (1713-1782)
- Gavriil Petrovič Gagarin (1745-1808)
- Fëdor Sergeevič Gagarin (1757-17 aprile 1794)
- Ivan Alekseevič Gagarin (1771-1832)
- Pavel Gavrilovič Gagarin (1777-1850)
- Aleksandr Ivanovič Gagarin (1801-1857)
- Grigorij Grigor'evič Gagarin (1810-1893)
- Sergej Ivanovič Gagarin (1777-1862)